# Kalokagathia

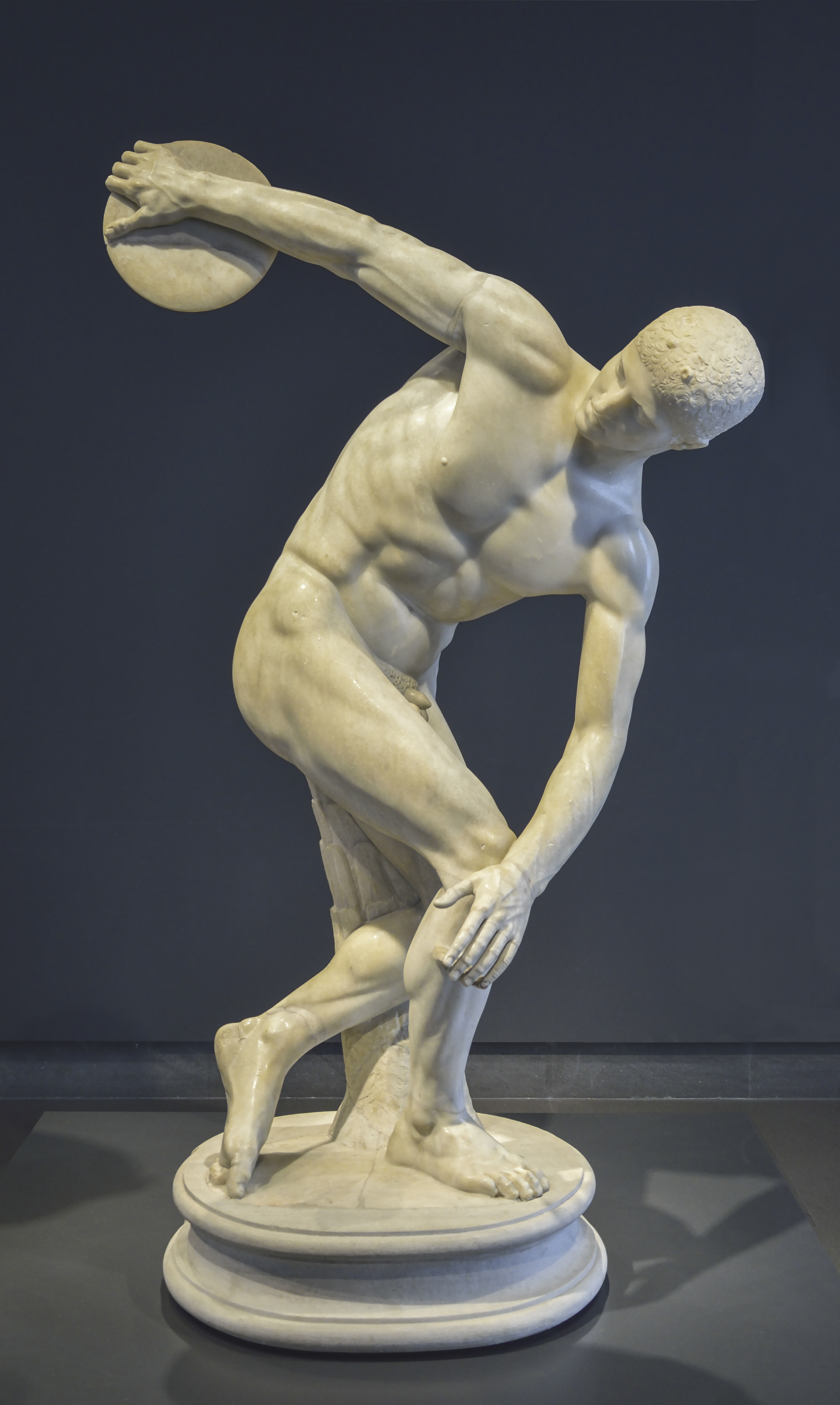
Diskobolos od Myróna, kopie z 1. století n. l.

Kalokagathia (řecky: podstatné jméno καλοκαγαθία, καλός κἀγαθός, ze spojení dvou adjektiv καλός – krásný, καί – spojka a, αγαθός – dobrý), také kalos kai agathos, je pojem, který vyjadřuje antické řecké přesvědčení, že krásné a dobré, krása a ctnost patří k sobě a mají mnoho společného. Co není zároveň dobré, nemůže být krásné a naopak. Aplikován na člověka vyjadřuje ideál harmonického souladu a vyváženosti tělesné i duševní krásy a dobroty, ctnosti a statečnosti. V klasické době se používal jako označení dokonalého aristokrata, řeckého gentlemana. Friedrich Nietzsche označil tento klasický pohled za „apollinský“ (podle boha Apollóna) a proti němu postavil pohled „dionýský“ (podle boha Dionýsa), vášnivý a temný, k němuž měli blízko romantici.
Od 19. století se pojem kalokagathie používal zejména v počátcích sportu a tělesné výchovy. Je důležitým prvkem novodobé olympijské myšlenky, jak je ve svém díle Antický ideál tělesné krásy a duchovní dokonalosti zformuloval Pierre de Coubertin. Byla důležitou ideovou základnou sokolského hnutí. Dobové odrazy kalokagathie lze vysledovat v dobovém skautingu, v hnutí Wandervogel a jiných. Ve všech těchto případech kalokagathie vždy vyjadřovala program tělesné krásy spojené s čestností a poctivostí.
Německý klasický filolog Werner Jaeger definoval kalokagathii jako „rytířský ideál kompletní lidské osobnosti, harmonické v mysli, a těla“.